# Brussels Tigers 2019
Questa voce raccoglie le informazioni riguardanti i Brussels Tigers nelle competizioni ufficiali della stagione 2019.

## BAFL Elite Division 2019

### Stagione regolare
| Evere 10 febbraio 2019, ore 14:00 | Brussels Tigers | 13 – 10 | Antwerp Argonauts | Complexe sportif |

| Evere 24 febbraio 2019, ore 14:00 | Brussels Tigers | 14 – 20 | Limburg Shotguns | Complexe sportif |

| Tournai 10 marzo 2019, ore 14:00 | Wallonie Picarde Phoenix | 0 – 26 | Brussels Tigers | Hall des Sports |

| Liegi 7 aprile 2019, ore 14:00 | Liège Monarchs | 26 – 20 | Brussels Tigers | Plaine de Cointe |

| Ostenda 5 maggio 2019, ore 14:00 | Ostend Pirates | 6 – 12 | Brussels Tigers | Sportpark De Schorre |

| Evere 19 maggio 2019, ore 14:00 | Brussels Tigers | 8 – 16 | Charleroi Coal Miners | Complexe sportif |

| Anderlecht 2 giugno 2019, ore 14:00 | Brussels Black Angels | 54 – 0 | Brussels Tigers | Pedepark |

## Statistiche di squadra
| Competizione | %Vittorie | In casa | In casa | In casa | In casa | In casa | In casa | In trasferta | In trasferta | In trasferta | In trasferta | In trasferta | In trasferta | Totale | Totale | Totale | Totale | Totale | Totale |
| Competizione | %Vittorie | G       | V       | N       | P       | Pf      | Ps      | G            | V            | N            | P            | Pf           | Ps           | G      | V      | N      | P      | Pf     | Ps     |
| ------------ | --------- | ------- | ------- | ------- | ------- | ------- | ------- | ------------ | ------------ | ------------ | ------------ | ------------ | ------------ | ------ | ------ | ------ | ------ | ------ | ------ |
| Campionato   | .429      | 3       | 1       | 0       | 2       | 35      | 46      | 4            | 2            | 0            | 2            | 58           | 86           | 7      | 3      | 0      | 4      | 93     | 132    |
| Totale       | .429      | 3       | 1       | 0       | 2       | 35      | 46      | 4            | 2            | 0            | 2            | 58           | 86           | 7      | 3      | 0      | 4      | 93     | 132    |